# Antoine Banés
Antoine Banés, nom real Antoine Anatole (París, 8 de juny de 1856 – Neuilly-sur-Seine, 9 de gener de 1924) fou un compositor d'operetes francès.
Estudià harmonia en el Conservatori amb Émile Durand i és arxiver auxiliar de la Biblioteca de l'Òpera.
La seva partitura Tohu-Bohu (ball) aconseguí un èxit alliçonador en el Folies Bergère, escrivint després la música de les obres següents:
- La nuit de noces (1881);
- Les déleguès (1887);
- Toto (1892);
- Olympia (1893), ball;
- Madame Rose (1893);
- Le bon home de neige (1894);
- Le roi Frelon (1895);
- Nuit d'amour (1896);
- La soeur de Jocrisse (1901);
- Mademoiselle Cyclamen (1904), ball;
- Le péage (1905), ball, etc.